# Nava de Béjar (kommunhuvudort)
Nava de Béjar är en kommunhuvudort i Spanien.   Den ligger i provinsen Provincia de Salamanca och regionen Kastilien och Leon, i den centrala delen av landet, 170 km väster om huvudstaden Madrid. Nava de Béjar ligger 1 048 meter över havet och antalet invånare är 111.
Terrängen runt Nava de Béjar är huvudsakligen kuperad, men norrut är den platt. Runt Nava de Béjar är det glesbefolkat, med 12 invånare per kvadratkilometer. Närmaste större samhälle är Béjar, 12,2 km sydväst om Nava de Béjar. Trakten runt Nava de Béjar består i huvudsak av gräsmarker.